# Санта-Чечилия (титулярная церковь)
Титулярная церковь Санта-Чечилия (лат. Titulus Sanctæ Cæciliæ) — титулярная церковь, которая вероятно, была учреждена сразу после мученической смерти Святой Цецилии во время гонений Диоклетиана. Историческая достоверность древности культа Святой Цецилии, почитаемой как девы-мученицы и почитаемой как покровительницы музыкантов, всегда делала её одним из самых важных воспоминаний в Церкви.
С культом Святой Цецилии связана также важность титула базилики, очень древнего, а также связанного с ним кардинальского титула — одного из самых престижных — определенно известного до 313 года, то есть до эпохи Константина. Папа, учредивший его, неизвестен, но она присутствует в списке римского синода от 1 марта 499 года. Согласно каталогу Пьетро Маллио, составленному во время понтификата Александра III, титулярная церковь была связана с базиликой Святого Петра в Ватикане, и её священники по очереди служили в ней Мессу. Титул принадлежит базилике Санта-Чечилия, расположенной в районе Рима Трастевере, на пьяцца Санта-Чечилия 22.
Кажется, что Цецилия была похоронена в очень почётном месте, рядом с так называемым «Склепом Пап», позже перенесенным Пасхалием I в склеп базилики Трастевере.

## Список кардиналов-священников титулярной церкви Санта-Чечилия
- Джакомо Авентино (?) — (319? — ?);
- Романо Динамио (?) — (335? — ?);
- Аммоний Селевзио (?) — (377? — ?);
- Валентино Саламинио (?) — (414? -?);
- Фродиано Нарцисо (или Иродиано) — (436? -?);
- Тоско Домно — (463? -?);
- Мартиниан (или Марчиано?) (494 -?);
- Маркиан (?) — (499 - до 514);
- Сабино Понцио — (514 — ?)
- Бонифаций — (ок. 530 г.);
- Готус Бонифаций — (590? — ?);
- Виктор — (590 — до 604);
- Руфус Адеодатус — (604 — ?);
- Джованни — (714 — до 731?);
- Сизинний — (731 — 761);
- Маджиненсио Асканио (?) — (741 — 768?);
- Стефан — (761 — 1 августа 768, избран Папой Стефаном III);
- Джусто — (827 — до 853);
- Лев — (853 — до 867);
- Лев — (867 — до 872);
- Иоанн — (872 — ?);
- Стефан — (964 — до 967);
- Жанвье (или Джованни, или Дженнаро) — (965 — до 1012);
- Стефан — (до 1012 — до 1033);
- Стефан — (1033 — 1043);
- Иоанн — (1044 — до 1058);
- Дезидерий, O.S.B.Cas. — (6 марта 1059 — 24 мая 1086, избран Папой Виктором III);
- Иоанн — (?) (1099 — ?);
- Пьетро — (около 1099 — около 1107);
- Джованни — (около 1107 — около 1120);
- Джанроберто Капицукки — (1125 — 1127, до смерти);
- Йосельмо  (или Госелино, или Хозелино, или Ансельмо) — (декабрь 1128 — 1138?, до смерти);
- Гойццоне (или Гойзо) — (1138 — около 1146);
- Оттавиано ди Монтичелли — (2 марта 1151 — 7 июля 1159, избран антипапой Виктором IV);
- Пьетро — (1159 -?)
- Манфред, O.S.B. — (сентябрь 1173 — декабрь 1176, назначен кардиналом-епископом Палестрины);
- Тиберио Савелли — (декабрь 1176 — 1178, до смерти);
- Пьетро да Ликате — (март 1178 — 1178, до смерти);
- Чинцио Папарески — (сентябрь 1178 — 1182?, до смерти);
- Пьетро Диана — (март 1188 — 1208, до смерти);
- Пайу Галван, O.S.B. — (1210 — 1212, назначен кардиналом-епископом Альбано);
- Симон де Сюлли — (сентябрь 1231 — 9 августа 1232, до смерти);
- Симон Монпитье де Брион — (17 декабря 1261 — 22 февраля 1281, избран Папой Мартином IV);
- Жан Шоле — (12 апреля 1281 — 2 августа 1293, до смерти);
- Томмазо д’Окра, O.Cel. — (18 сентября 1294 — 29 мая 1300, до смерти);
- Гийом Пьер Годен, O.P. — (23 декабря 1312 — 12 сентября 1317, in commendam 12 сентября 1317 — 4 июня 1336, до смерти);
- Ги Булонский — (20 сентября 1342 — 1350, in commendam 1350 — 25 ноября 1373, до смерти);
- Бертран Лажье де Фижак, O.F.M. — (1375 — апрель 1378, in commendam апрель 1378 — 8 ноября 1392, до смерти);
- Бонавентура Бадоаро де Перага, O.E.S.A. — (18 сентября 1378 — 10 июля 1389, до смерти);
- Адам Истен, O.S.B. (18 декабря 1389 — 15 августа 1398, до смерти);
  - Гийом де Вержи — (10 апреля 1393 — 1407 — псевдокардинал антипапы Климента VII);
- Антонио Каэтани — (27 февраля 1402 — 12 июня 1405, назначен кардиналом-епископом Палестрины);
  - Антуан де Шаллан — (9 марта 1412 — 4 сентября 1418, до смерти — псевдокардинал антипапы Бенедикта XIII);
  - Педро Фернандес де Фриас — (26 июня 1419 — 19 сентября 1420, до смерти — псевдокардинал антипапы Климента VII);
  - Луи Алеман, C.R.S.J. — (27 мая 1426 — 11 апреля 1440 — псевдокардинал антипапы Феликса V);
  - Луи де Ла Палю, O.S.B. — (12 апреля 1440 — 19 декабря 1449, назначен кардиналом-священником Сант-Анастазия — псевдокардинал антипапы Феликса V);
- Луи Алеман, C.R.S.J. — (19 декабря 1449 — 16 октября 1450, до смерти);
- Ринальдо Пишичелло — (21 марта — 4 июля 1457, до смерти);
- Никколо Фортигуэрра — (19 марта 1460 — 21 декабря 1473, до смерти);
- Джованни Баттиста Чибо — (апрель 1474 — 29 августа 1484, избран Папой Иннокентием VIII);
- Джованни Джакомо Скьяффинати — (17 ноября 1484 — 9 декабря 1497, до смерти);
- Лоренцо Чибо де Мари — (in commendam 9 декабря 1497 — сентябрь 1500, в отставке);
- Франсиско де Борха — (5 октября 1500 — 11 августа 1506, назначен кардиналом-священником Санти-Нерео-эд-Акиллео);
- Франческо Алидози — (11 августа 1506 — 24 мая 1511, до смерти);
- Карло Доменико дель Карретто — (30 мая 1513 — 15 августа 1514, до смерти);
- Томас Уолси — (10 сентября 1515 — 29 ноября 1530, до смерти);
- Габриэль де Грамон — (9 января 1531 — 26 марта 1534, до смерти);
- Франческо Корнаро старший — (27 апреля — 5 сентября 1534, назначен кардиналом-священником Сан-Чириако-алле-Терме);
- Жан дю Белле — (31 мая 1535 — 26 октября 1547, назначен кардиналом-священником Сан-Пьетро-ин-Винколи);
- Шарль I де Гиз, Лотарингский — (4 ноября 1547 — 11 декабря 1555, назначен кардиналом-священником Сант-Аполлинаре);
- Робер де Ленонкур — (11 декабря 1555 — 13 марта 1560, назначен кардиналом-епископом Сабины);
- Альфонсо Джезуальдо — титулярная диакония pro illa vice (10 марта 1561 — 22 октября 1563), (22 октября 1563 — 17 октября 1572, назначен кардиналом-священником Санта-Приска);
  - вакантно (1572 — 1585);
- Никколо Сфондрати — (14 января 1585 — 5 декабря 1590, избран Папой Григорием XIV);
- Паоло Эмилио Сфондрати — (14 января 1591 — 17 августа 1611, in commendam 17 августа 1611 — 14 февраля 1618, до смерти);
- Джамбаттиста Лени — (5 марта 1618 — 3 ноября 1627, до смерти);
- Федерико Корнер младший — (15 ноября 1627 — 26 апреля 1629, назначен кардиналом-священником Сан-Марко);
- Джованни Доменико Спинола — (30 апреля 1629 — 11 августа 1646, до смерти);
- Микеле Мазарини, O.P. — (16 декабря 1647 — 31 августа 1648, до смерти);
- Гаспаро Маттеи — (28 сентября 1648 — 9 апреля 1650, до смерти);
- Франческо Анджело Рапаччоли — (21 ноября 1650 — 15 мая 1657, до смерти);
- Оттавио Аквавива д’Арагона младший — (18 марта 1658 — 26 июня 1674, до смерти);
- Филипп Томас Говард, O.P. — (23 марта 1676 — 25 сентября 1679, назначен кардиналом-священником Санта-Мария-сопра-Минерва);
- Джамбаттиста Спинола старший — (22 сентября 1681 — 20 февраля 1696, назначен кардиналом-священником Сант-Аньезе-фуори-ле-Мура);
- Челестино Сфондрати, O.S.B. — (20 февраля 1696 — 4 сентября 1696, до смерти);
- Якопо Антонио Мориджа, C.R.S.P. — (11 апреля 1699 — 8 октября 1708, до смерти);
- Франческо Аквавива д’Арагона — (28 января 1709 — 12 июня 1724, in commendam 12 июня 1724 — 9 января 1725, до смерти);
- Филиппо Антонио Гуалтерио — (29 января 1725 — 31 июля 1726, назначен кардиналом-священником Санта-Прасседе);
- Корнелио Бентивольо — (25 июня 1727 — 30 декабря 1732, до смерти);
- Трояно Аквавива д’Арагона — (19 января 1733 — 20 марта 1747, до смерти);
- Хоакин Фернандес де Портокарреро — (10 апреля 1747 — 9 апреля 1753, назначен кардиналом-священником Санта-Мария-ин-Трастевере);
- Джорджо Дориа — (3 января 1757 — 31 января 1759, до смерти);
- Козимо Империали — (12 февраля 1759 — 13 октября 1764, до смерти);
- Джузеппе Мария Ферони — (17 декабря 1764 — 15 ноября 1767, до смерти);
- Фердинандо Мария де Росси — (14 декабря 1767 — 4 февраля 1775, до смерти);
- Джироламо Спинола — (13 марта — 3 апреля 1775, in commendam 3 апреля 1775 — 22 июля 1784, до смерти);
- Гиацинт Сигизмунд Гердиль, C.R.S.P. — (20 сентября 1784 — 2 августа 1802, до смерти);
- Джузеппе Мария Дориа Памфили — (20 сентября 1802 — 26 сентября 1803, in commendam 26 сентября 1803 — 10 февраля 1816, до смерти);
- Джорджо Дориа Памфили — (16 марта 1818 — 16 ноября 1837, до смерти);
- Джакомо Луиджи Бриньоле — (13 сентября 1838 — 11 июня 1847, in commendam 11 июня 1847 — 23 июня 1853, до смерти);
- Джованни Брунелли — (22 декабря 1853 — 21 февраля 1861, до смерти);
- Карл Август фон Райзах — (27 сентября 1861 — 22 июня 1868, назначен кардиналом-епископом Сабины);
- Инноченцо Феррьери — (24 сентября 1868 — 13 января 1887, до смерти);
- Мариано Рамполла дель Тиндаро — (26 мая 1887 — 16 декабря 1913, до смерти);
- Доменико Серафини, O.S.B.Cas. — (28 мая 1914 — 5 марта 1918, до смерти);
- Аугусто Силий — (18 декабря 1919 — 27 февраля 1926, до смерти);
- Бонавентура Черретти — (24 июня 1926 — 8 мая 1933, назначен кардиналом-епископом Веллетри);
- Франческо Мармаджи — (4 января 1936 — 3 ноября 1949, до смерти);
- Гаэтано Чиконьяни — (29 октября 1953 — 14 декабря 1959, назначен кардиналом-епископом Фраскати);
- Альберт Грегори Майер — (17 декабря 1959 — 7 апреля 1965, до смерти);
- Джон Коди — (29 июня 1967 — 25 апреля 1982, до смерти);
- Карло Мария Мартини, S.J. — (2 февраля 1983 — 31 августа 2012, до смерти);
- Гуальтьеро Бассетти — (22 февраля 2014 — по настоящее время).